# St. Hippolytus (Herschbach)

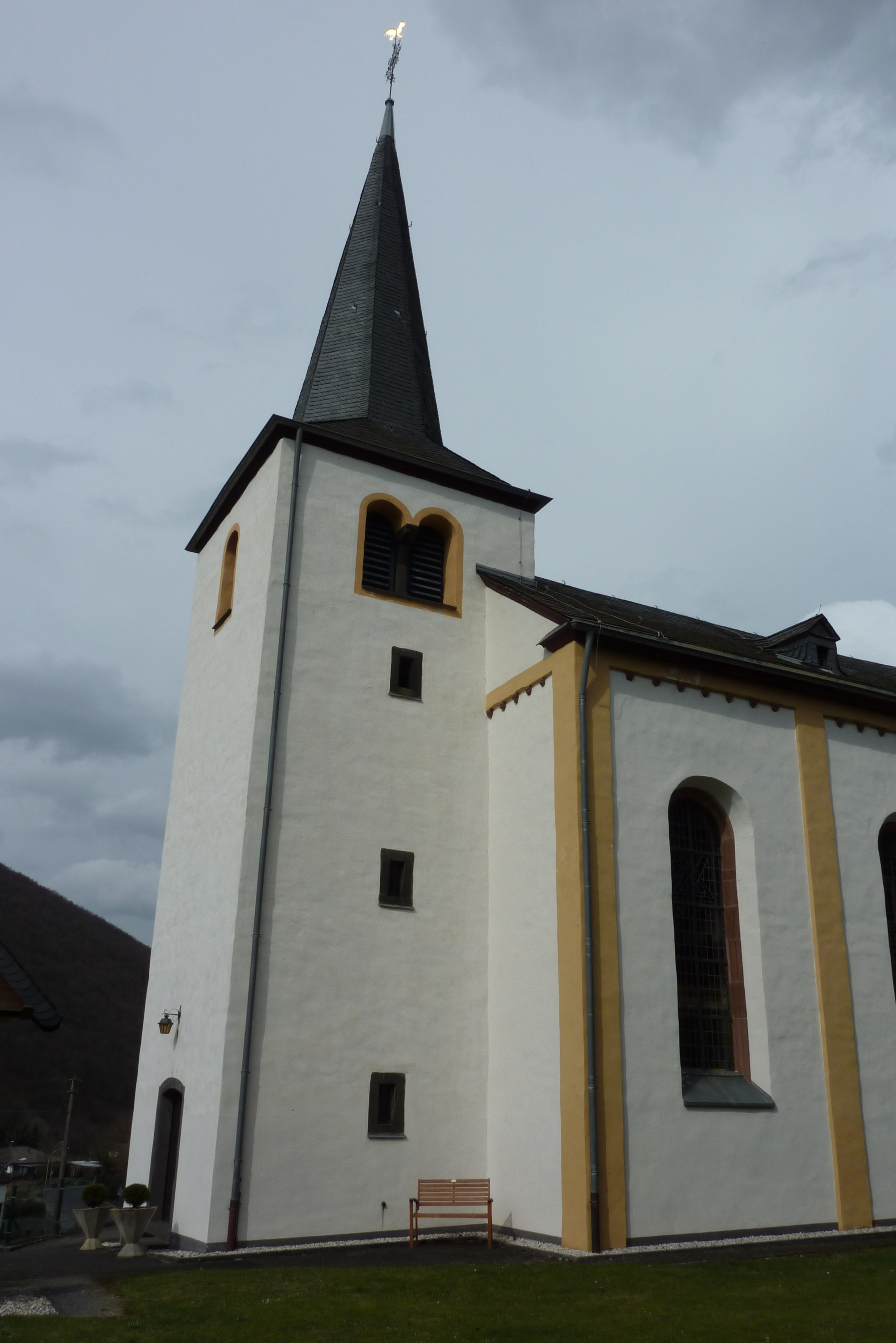
Kirche St. Hippolytus in Herschbach

Die katholische Pfarrkirche St. Hippolytus in Herschbach, einem Ortsteil der Ortsgemeinde Kaltenborn im Landkreis Ahrweiler in Rheinland-Pfalz, wurde im 19. Jahrhundert errichtet. Die an der Talstraße liegende Kirche ist ein geschütztes Kulturdenkmal.

## Geschichte
Im Jahr 1938 wurde der Ort zusammen mit den Nachbargemeinden geräumt, denn es wurde hier ein Luftwaffenübungsplatz eingerichtet. Nach 1945, als die Bewohner wieder zurückkehren konnten, waren Kirche und Turm ohne Dach. Die Restaurierungsarbeiten dauerten bis 1951.

## Beschreibung
Hippolyt von Rom, ein römischer Kirchenvater des 3. Jahrhunderts, wird in Deutschland in nur sehr wenigen Gemeinden als Patron verehrt (vgl. Liste der Hippolytkirchen), wobei er lange Zeit nicht als Priester und Schriftsteller, sondern fälschlicherweise als römischer Offizier (der im Gefängnis den Hl. Laurentius bewachen soll, von diesem jedoch bekehrt und deshalb später als Märtyrer von vier Pferden zerrissen wird) dargestellt wurde.
Von der älteren Kirche, ebenfalls dem heiligen Hippolytus geweiht, blieb beim Neubau 1826 bis 1828 nur der Turm aus dem Jahre 1724 erhalten. Der Neubau nach den Plänen des Architekten Ferdinand Nebel ist ein dreiachsiger verputzter Saalbau mit eingezogener, dreiseitig geschlossener Apsis. Östlich ist eine Sakristei angebaut. Der quadratische Westturm mit 5,50 m Seitenlänge besitzt vier Geschosse und weist im Türsturz die Jahreszahl 1724 auf. Im vierten Geschoss, dem Glockenhaus, befinden sich rundbogige Doppelfenster auf Pfeilern. Das Satteldach des Kirchenschiffes reicht fast bis an den achtseitigen spitzen Helm des Turmes. Unterhalb des Dachansatzes verläuft um die ganze Kirche ein Fries.